# Kwaliteitsoffer
In het schaakspel is een kwaliteitsoffer het opgeven van een toren voor een paard of een loper. 
Een kwaliteitsoffer wordt als groter beschouwd dan een pionoffer, maar kleiner dan het offeren van een stuk, dus een paard of loper. Het woord kwaliteit in de naam verwijst naar het kwaliteits- of waardeverschil tussen een toren en een loper of paard, dat gemiddeld op anderhalve pion wordt gewaardeerd.
De motivatie voor een dergelijk offer is vaak subtieler en meer gericht op voordelen op de lange termijn dan andere offers; de meeste kwaliteitsoffers beogen bijvoorbeeld niet het snel matzetten van de tegenstander, maar simpelweg het verbeteren van de positie door een relatief inactieve toren te ruilen tegen een sterk licht stuk (paard of loper) van de tegenstander.
In bepaalde varianten van de Siciliaanse opening is het een gebruikelijke strategie met zwart om een kwaliteitsoffer op c3 uit te voeren. Als compensatie daarvoor krijgt zwart dan vaak actief stukkenspel.